# TV Prima
TV Prima, initialement Prima family, Prima televize, Premiéra puis FTV Premiéra, est une chaîne de télévision privée tchèque diffusée depuis sa capitale, Prague.

## Historique
FTV Premiéra expérimente sa diffusion le 26 novembre 1992. Elle commence à émettre officiellement le 20 juin 1993, d'abord à Prague et en Bohême centrale. Elle est également diffusée par radio depuis 1994 conformément à ses engagements, notamment l'obligeant à ce qu'une partie du temps d'antenne soit utilisé par les diffuseurs locaux et régionaux ; cependant, leur reprise locale est progressivement réduite. Le 1er janvier 1997, la station change de nom et devient Prima televize. En 2003, la radiodiffusion de la station Prima est prolongée jusqu'au 28 juin 2018. À l'automne 2005, 50 % du capital de la société sont achetés par MTG.
Prima change de nom le 1er janvier 2012 pour devenir Prima familly puis le 1er août 2013 change à nouveau de nom, pour redevenir Prima TV. Elle est dirigée par le directeur général de Prima TV, Marek Singer.